# Alterazioni del suolo
Il suolo può subire diverse alterazioni da parte di fattori ambientali sia  biotici che abiotici, o da fattori antropogenici. Le principali azioni naturali di alterazione dei suoli possono essere dovute ad azioni geologiche, fisiche o chimiche. Le principali alterazioni antropogeniche sono inquinamento e urbanizzazione.

## Azioni geologiche
- Erosione: per trasporto da parte dell'acqua; le particelle più pesanti si depositano alle anse o al diminuire della velocità. Substrati alluvionali (isogranulometrici).
- Exarazione: da parte dei ghiacciai; con precipitazione caotica allo scioglimento. Substrati morenici.
- Corrosione: da parte del vento. Substrato eolico.
- Gravità: discesa a valle per gravità per dare un substrato colluviale.

## Azioni fisiche
- Insolazione: le rocce hanno in genere capacità calorica molto bassa; le ripetute escursioni termiche finiscono col produrre spaccature, specialmente in rocce eterogenee.
- Gelo: l'acqua nelle fratture ghiacciando si espande di circa il 9%, allargando così le fratture e provocando nel tempo lo sminuzzamento della roccia.
- Capillarità: l'acqua transitando all'interno di capillari nelle rocce, provoca pressioni sulle pareti che portano all'infragilimento e successivamente alla rottura.
- Sali: qualche sale cristallizzando aumenta di volume; ad esempio l'anidrite che diventa gesso (CaSO4 → CaSO4 · 2 H2O) o il corindone che diventa noelite o gipsite (Al2O3 → Al2O3 · H2O → Al2O3 · 3 H2O) o l'ossido ferrico (ematite) → monoidrato (geotite) → n-idrato (limonite).
- Azione delle radici: azione fisica da agente biologico.
- impermeabilizzazione : attraverso la compattazione o la copertura di materiali impermeabili (cementificazione, asfaltatura, ecc.)[2]

## Azioni chimiche
- Dissoluzione: i cloruri sono più solubili rispetto ai solfati. In ordine di solubilità decrescente si ha; Na > K > Ca > Mg. Carbonati > SiO2 > Fe2O3 > Al2O3. Per quanto riguarda i carbonati (poco solubili) reagiscono con l'acido carbonico prodotto dalla reazione dell'anidride carbonica (CO2) in acqua, per dare all'equilibrio bicarbonati molto solubili. Essendo una reazione in equilibrio, se diminuisce CO2 riprecipita il carbonato; se aumenta la temperatura, in accordo con la legge di Henry diminuisce la CO2 disciolta per cui l'equilibrio si sposterà verso la precipitazione del carbonato (principio di Le Châtelier).
- Carbonatazione: le basi formatesi reagiscono con la CO2 per dare bicarbonati (ad esempio NaOH + CO2 → NaHCO3).
- Reazioni redox: l'ossigeno atmosferico e disciolto ossida elementi allo stato ridotto cambiandone le caratteristiche chimiche.
- Chelazione: formazione di legami dativi tra gruppi ossidrilici della sostanza organica (alcolici, fenolici, carbossilici, oltre che amminici) con doppietti elettronici liberi, e metalli di transizione carenti di questi doppietti. I complessi formati possono risultare solubili, mettendo in questo modo a disposizione della pianta composti insolubili.
- Idrolisi: è l'azione chimica più importante. L'idrolisi acida si ha in presenza di un sale di acido forte con base debole (ad esempio AlCl3 + 3 H2O → Al(OH)3 + 3 Cl− + 3 H+), mentre l'idrolisi alcalina si verifica quando si è in presenza di un sale di acido debole con base forte (ad esempio CH3COONa + H2O → CH3COOH + Na+ + OH−). In ogni caso anche le basi o gli acidi deboli si dissociano, ma in misura estremamente inferiore rispetto all'acido o alla base forte. I minerali del terreno presentano generalmente idrolisi alcalina. Ad esempio l'ortoclasio può subire idrolisi argillitica (mediamente forte nelle zone temperate) o idrolisi lateritica (spinta).